# 小行星9183
小行星9183（英語：9183）是一颗围绕太阳公转的小行星。1991年7月18日，亨利·E·霍爾特在帕洛马山发现了此天体。
这颗小行星的绝对星等为336.43213等。